# 罗目镇
罗目镇，是中华人民共和国四川省乐山市峨眉山市下辖的一个乡镇级行政单位。

## 行政区划
罗目镇下辖以下地区：
青龙社区、鞠安村、和平村、水井村、雷村、建新村、林村、白马村、胡村、廖林村、徐塘村、杨村、阳光村、高枧村、中心村、芦山村、刘山村、郭坪村和川主村。